# Suelo salino
La salinización de los suelos es el proceso de acumulación en el suelo de sales solubles en agua. Esto puede darse en forma natural, cuando se trata de suelos bajos y planos, que son periódicamente inundados por ríos o arroyos; o si el nivel de las aguas subterráneas es poco profundo y el agua que asciende por capilaridad contiene sales disueltas. Cuando este proceso tiene un origen antropogénico, generalmente está asociado a sistemas de riego. Se llama suelo salino a un suelo con exceso de sales solubles. La sal dominante en general es el cloruro de sodio (NaCl), razón por la cual el suelo también se llama suelo salino-sódico.

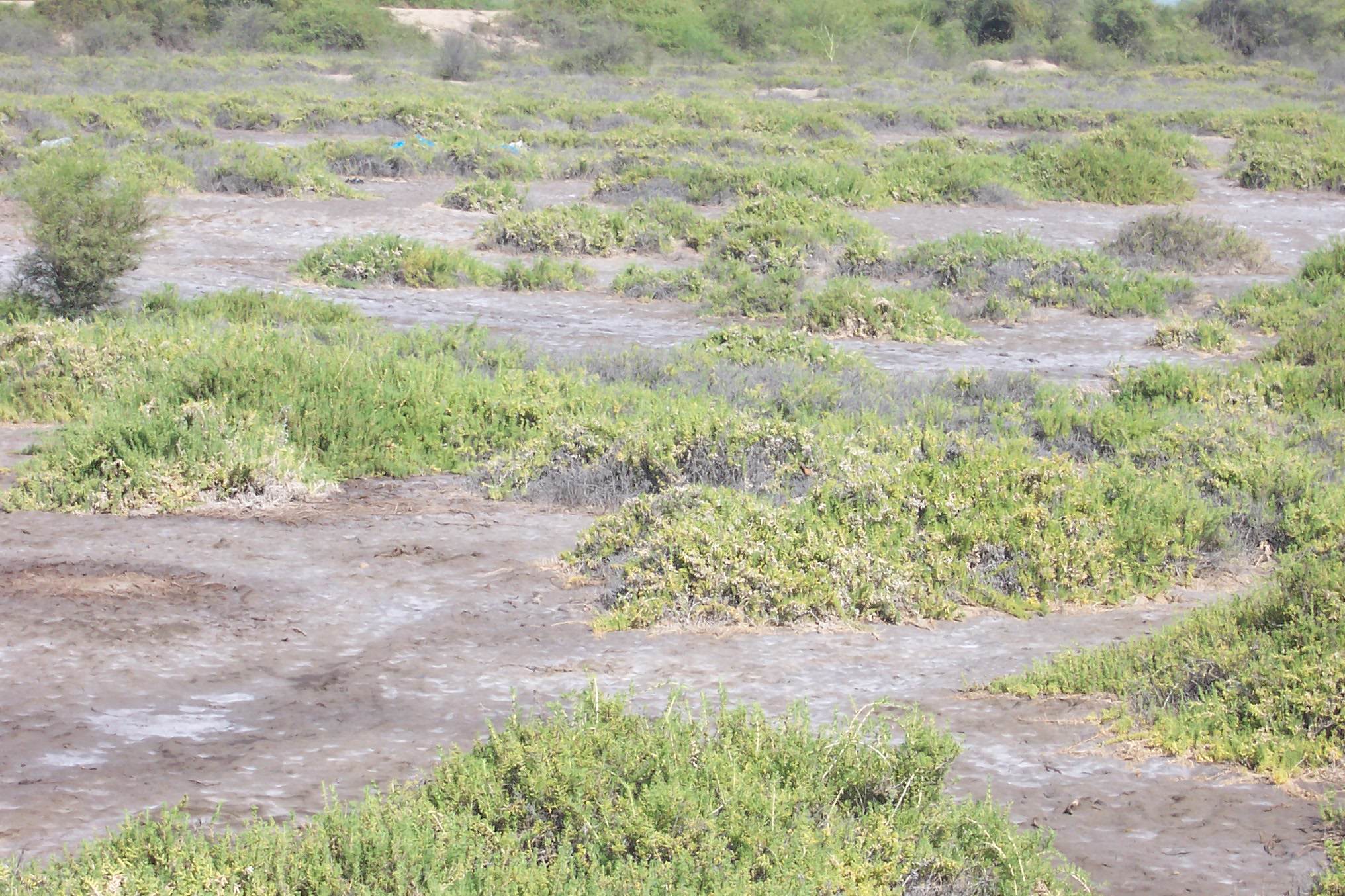
Afloramiento de sal causado por la poca profundidad del agua subterránea.

Una consecuencia de la salinización del suelo es la pérdida de fertilidad, lo que perjudica o imposibilita el cultivo agrícola. Es común frenar o revertir el proceso mediante costosos «lavados» de los suelos para lixiviar las sales, o pasar a cultivar plantas que toleren mejor la salinidad. Por otro lado, en la planificación de los sistemas de riego modernos este es un parámetro que se considera desde el comienzo, pudiendo de esta forma prevenirse la salinización dimensionando adecuadamente las estructuras y estableciendo prácticas de riego adecuadas.

## Origen de la salinidad

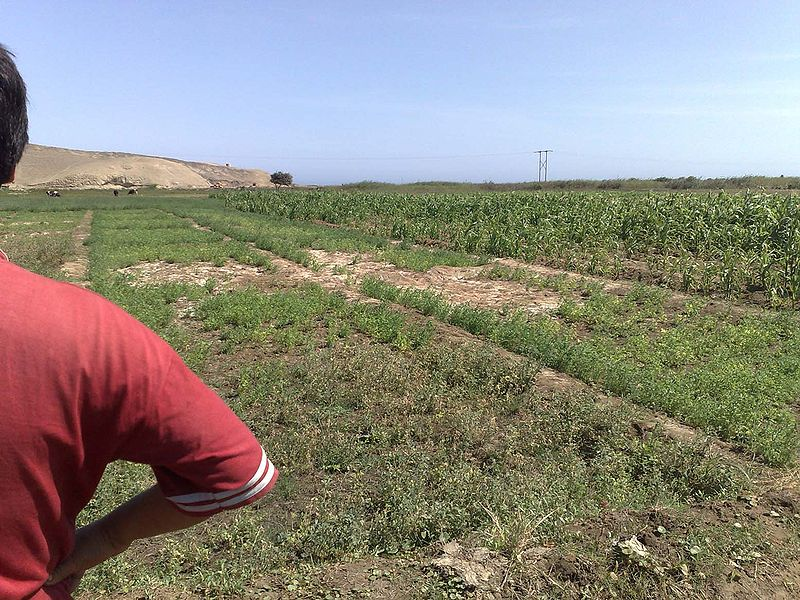
Suelo regado salino con cultivo en mal estado.

La causa de la salinización del suelo es un aporte de sales mayor que la descarga; normalmente el agua con sales disueltas es lo que aporta estas sales. Ejemplos de suelos salinos naturales se encuentran en las costas marítimas donde los terrenos se inundan desde el mar, donde el viento sopla gotas de agua salina tierra adentro y/o el flujo subterráneo del mar penetra en el acuífero interno. También en los desiertos hay suelos salinos a causa de la alta evaporación del agua aportada históricamente.
El problema no natural de la salinización se da en los terrenos regados, porque el agua de riego siempre contiene algo de salinidad y la concentración en el suelo aumenta continuamente por la evapotranspiración. Por ejemplo, asumiendo que el agua de riego tiene una baja concentración de 0.3 g/l, y una aplicación anual modesta de 10,000 m³ agua por ha (casi 3 mm/día), la irrigación introduce 3,000 kg sal/ha cada año. En regiones donde la precipitación es escasa durante todo el año (clima árido) o está prácticamente limitada a una sola estación (lluvias de monzón) es necesario el riego.
En terrenos regados donde parte del agua aplicada o parte de la lluvia percola por el suelo y se descarga por un drenaje natural subterráneo, generalmente la exportación de sales es suficiente para evitar la salinización.
Existen tres peligros de salinización:
- La cantidad de agua de riego aplicada, junto con el agua de lluvia, es insuficiente para efectuar un lavado del suelo;
- El acuífero tiene insuficiente capacidad de descarga (es decir hay poco gradiente o una transmisividad pequeña), y no se aplica un drenaje subterráneo artificial.
- El riego por goteo: la escasa cantidad de agua durante el riego da origen a la evaporación de parte de la misma, depositándose parte de dicha sal en la superficie de la zona regada. En muchos casos, se suele emplear alternativamente, el riego por goteo y el riego por inundación, con lo que la proporción de sales disminuye considerablemente.

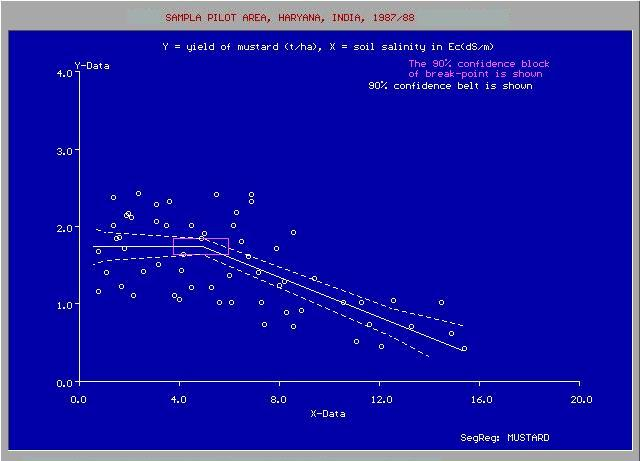
Rendimiento de colza en función de la salinidad del suelo.
El gráfico ha sido preparado con el programa de computadora SegReg para regresión segmentada

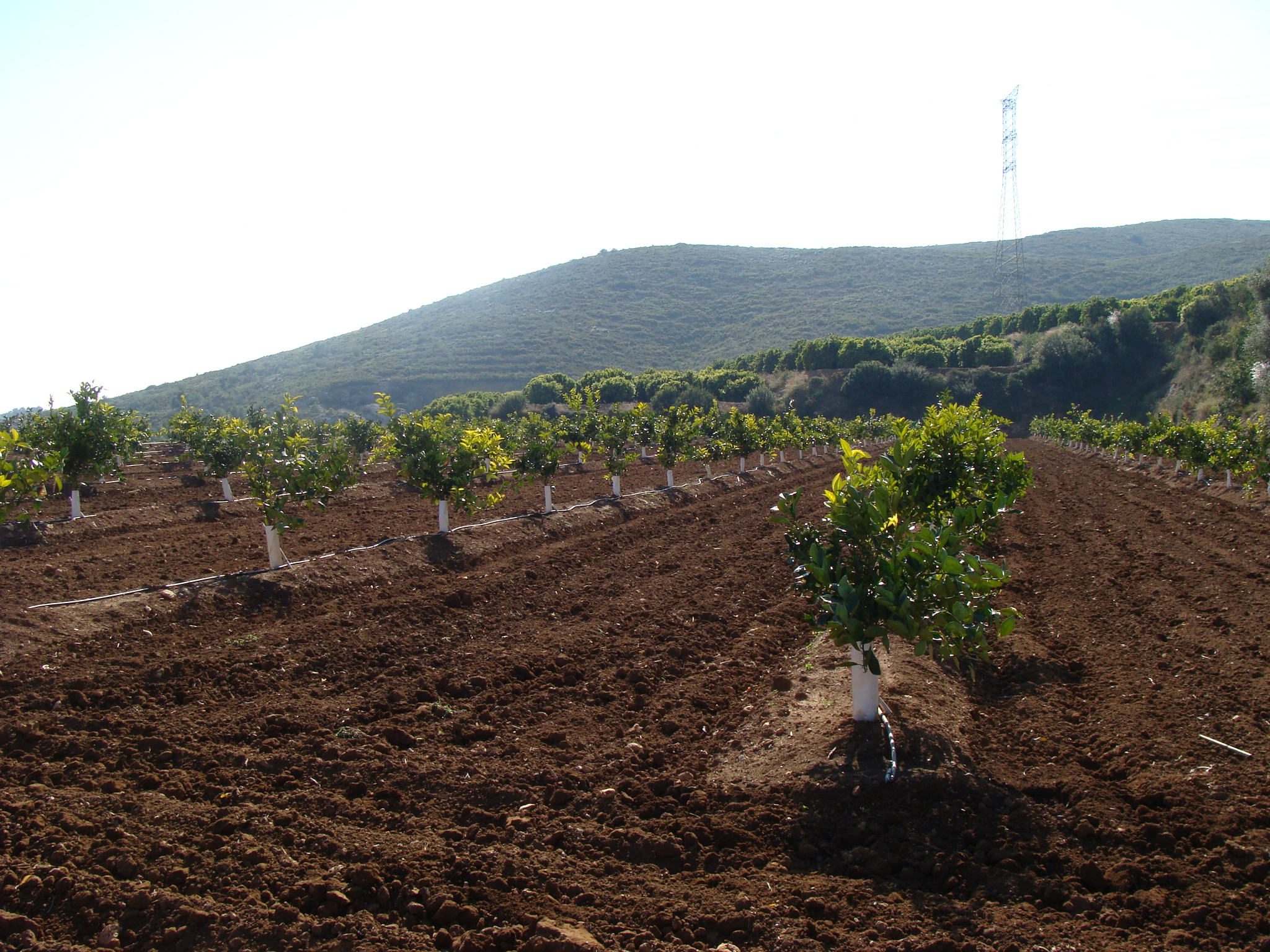
Combinación en una parcela del riego por goteo y por inundación. El sistema de goteo sobre los caballones muestra la acción de la salinización consiguiente (los caballones se ven más blanquecinos), mientras que en los tablones de riego por inundación se ve el color típico de la terra rossa o arcilla de descalcificación.

En el segundo caso (riego por inundación), cuando se logra suministrar el agua de riego ampliamente y se realiza un lavado efectivo, el nivel de la capa freática (tabla de agua) va subiendo porque la recarga es mayor que la descarga, y se originará estancamiento de agua. Se presentan problemas gemelos: las cosechas agrarias se disminuyen dramáticamente y los campos se abandonan.
Los problemas se agudizan cuando el acuífero aporta una cantidad de agua mayor que la de la descarga. El movimiento del agua subterránea va a ser ascendente, contribuyendo aún con más sales.
En áreas irrigadas el flujo ascendente se puede manifestar en dos formas:
- El terreno es inclinado u ondulado y la percolación de la parte superior se desplaza hacia la parte baja;
- El terreno es plano y está bajo irrigación parcial, de modo que el agua subterránea mueve de las partes regadas hacia las partes que están en barbecho donde el nivel freático es más bajo.

En proyectos de riego, la salinización puede degradar una fracción considerable de la tierra cultivada. Cuando los terrenos salinizados son abandonados, se establece un nuevo régimen hidrológico y la situación entra en un estadio de equilibrio. En las extensiones grandes de áreas regadas en el mundo muy a menudo unos 25 a 30% de los campos son salinizados. Se trata de decenas de millones de hectáreas, lo que afecta mayormente a la parte más pobre de la población.

## Estado de las sales en el suelo
Las sales pueden encontrarse en varios estados en el suelo:
1. Precipitadas
2. En solución
3. Retenidas en el complejo de cambio (adsorbidas)

El equilibrio entre estos tres estados es muy variable y depende de diversos factores como:
1. Factores externos determinarán si el grado de sales precipitadas es mayor que el de sales disueltas, o viceversa.
2. Durante el periodo seco disminuye el número de sales en solución del suelo.
3. Sin embargo, durante el periodo húmedo, disminuye el número de sales precipitadas en forma de cristales o adsorbidas y aumenta el número de sales en solución del suelo.

## Distribución mundial
Como ejemplos que se encuentran en la literatura, se pueden mencionar:
1. En las áreas regadas de la India 3 469 100 ha sufren de salinización y 2 189 400 ha de estancamiento de agua.[6][7]
2. Un estudio sobre 13,6 millones de ha de terrenos bajo riego en el valle del Río Indo en Pakistán se mostró que más de 5,7 millones de ha tienen problemas de salinidad de los cuales 2.4 millones son muy graves.[8] En más de 3 millones de ha se han gastado millares de rupias instalando pozos de bombeo para el drenaje subterráneo, pero solo se alcanzaron parte de las metas.[9] El Banco Asiático de Desarrollo ha declarado que el 38% de las tierras bajo irrigación están demasiado húmedas, y el 14%, demasiado salinas para el uso en la agricultura.[10]
3. En el delta del Río Nilo de Egipto se instalan obras de drenaje subterráneo en millones de ha para combatir los efectos de estancamiento de agua y problemas de salinización que comenzaron a sentirse después de la construcción de la Presa de Asuán.[11]
4. En México un 15% de los 300 000 ha regables está afectado por problemas de salinización y un 10% por estancamientos de agua.[12]
5. En el Perú hay 300 000 del total de 1 050 000 ha en los distritos de riego que están sujetas a los «problemas gemelos».[13]
6. Aproximadamente un tercio de las extensiones de regadío en los países más importantes en cuanto a agricultura regada experimenta serios problemas de suelos con sales, por ejemplo: Israel 13%, Australia 20%, Chile: 20%, China 15%, Egipto 30%. Los problemas se manifiestan tanto en los proyectos grandes de riego como en los pequeños.[14]
7. La FAO ha estimado que en 1990 unos 52 millones de ha de suelos en proyectos de riego requieren mejoras en su drenaje subterráneo para poder controlar los problemas de salinización.[3]
8. El cuadro siguiente presenta la distribución regional de los 3,23 millones de km² suelos salinos incluido ellos en los desiertos y a lo largo de las costas marítimas de acuerdo al mapa mundial de suelos de la FAO/UNESCO.[15]

| Región                  | Área ({\displaystyle 10^{6}}ha) |
| ----------------------- | ------------------------------- |
| África                  | 69,5                            |
| Oriente Cercano y Medio | 53,1                            |
| Asia y Oriente Lejano   | 19,5                            |
| América Latina          | 59,4                            |
| Australia               | 84,7                            |
| América del Norte       | 16,0                            |
| Europa                  | 20,7                            |

## Diagnosis
La salinidad del suelo se mide en términos de concentración c en gramos de sales disueltos por litro de agua del suelo (g/l), pero también se puede medir como conductividad eléctrica σ de la solución en dS/m. La conversión que se usa típicamente como aproximación es:
{\displaystyle \sigma =(5/3)\cdot c}
La relación varía un poco, dependiendo de la composición del suelo y de las sales, pero la desviación normalmente es menos de 10%. La salinidad del mar puede ser 30 g/l o 50 dS/m.
La referencia general de la salinidad es la del el extracto de un suelo super saturado cuyo conductividad eléctrica se escribe como ECe. Sin embargo, la salinidad se deja medir más fácilmente en una mezcla 2:1 o 5:1 de agua:suelo (en términos de gramo de agua por gramo de suelo seco) que en un extracto saturado, porque este require centrifugación. La relación entre ECe y EC2:1 es aproximadamente 4, entonces: ECe = 4 EC2:1.
Los suelos son considerados salinos cuando ECe > 4. Suelos con 4 < ECe < 8 se llaman ligeramente salinos, con 8 < ECe < 16 (moderadamente) salinos y con ECe > 16 severamente salinos
Las plantas sensitivas pierden su vigor en suelos ligeramente salinos, la mayoría de las plantas se ve afectada por una salinidad moderada, y solo las plantas muy resistentes sobreviven en suelos severamente salinos. La Universidad de Wyoming, EUA, y el Gobierno de Alberta, Canadá, reportan datos de tolerancia de plantas a la salinidad del suelo. También existen datos de tolerancia medidos en el campo del agricultor en países tropicales

## Lavado
El lavado del suelo se hace con el objetivo de recuperar terrenos salinizados o para mantener un contenido de sales aceptable.

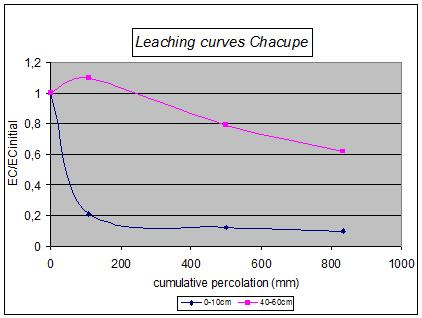
Experiencias del campo experimental Chacupe, Perú.

El proceso de lavado se puede ilustrar con las curvas de lavado obtenidos de los datos obtenidos del campo experimental Chacupe en el Perú. La figura muestra el contenido de sales en el suelo - como conductividad eléctrica (CE) de la humedad del suelo como relación al contenido inicial (CEi) - en función de la cantidad de agua que ha percolado por el perfil del suelo. La capa superior del suelo se lava rápidamente. El contenido de sales el subsuelo inicialmente está subiendo bajo influencia de las sales que entran desde arriba, pero en seguida el subsuelo también se lava.

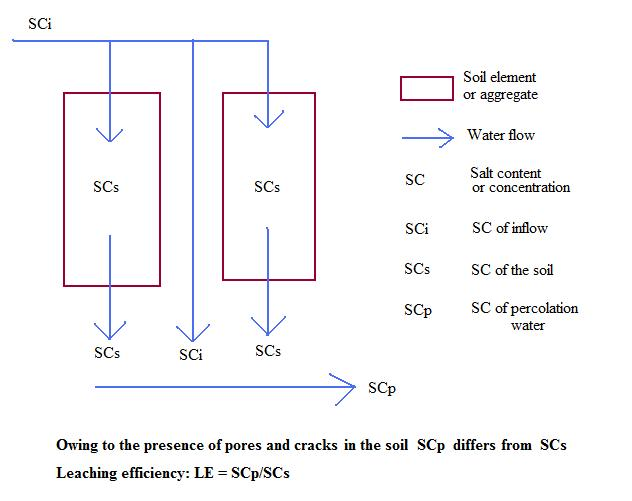
Principio de la eficiencia de lavado.

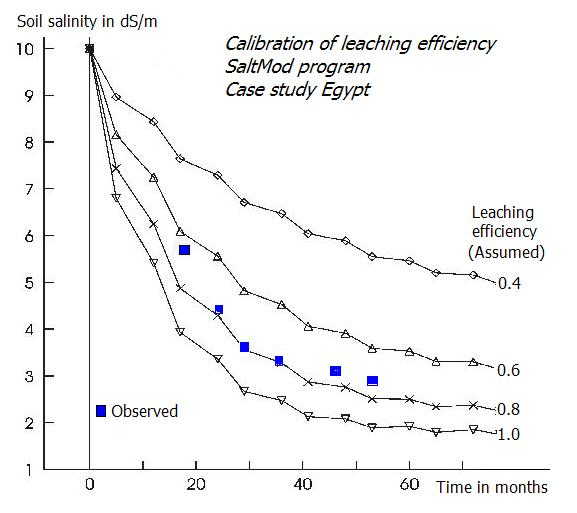
Curvas de lavado y calibración de la eficiencia.

Ya que las sales en el suelo están distribuidos irregularmente, la eficiencia de lavado (EL) puede ser menor de uno. Suelos salinos con baja eficiencia son difíciles de recuperar. En los suelos arcillosos del pólder de Lezíria Grande en el delta del Río Tajo en Portugal se encontró una eficiencia de lavado de solo 0.10 a 0.15. El suelo no se pudo mejorar fácilmente y era usado para la cría de toros en pastos naturales.
Por otro lado, para los suelos arcillosos en el delta del Río Nilo en Egipto se detectaron eficiencias de lavado mucho más alto del orden de 0.7 a 0.8 (véase la figura de calibración). La figura muestra diferentes curvas de desalinización con diferentes eficiencias de lavado como asumidas en modelo hidrológico-salino SaltMod, con datos del campo experimental Mashtul. Los valores observados de la salinidad corresponden mejor con la eficiencia de lavado de 0.75. La figura ilustra el proceso de calibración de la eficiencia de lavado, parámetro que es difícil de medir directamente.
La norma de lavado puede referirse a:
- La cantidad total de agua con que se debe lavar el suelo para reducir el valor inicial elevado de la salinidad a un valor aceptable para el cultivo agrícola. De la figura de Chacupe se desprende que se precisan 800 mm (o 8000 m³/ha) para bajar la salinidad en la capa de 40 a 60 cm de profundidad a 60% del valor inicial. En el caso de que la salinidad debe disminuirse todavía más, la curva de lavado se puede extrapolar a la vista. Para la estimación más exacta, se puede emplear la fórmula de lavado (véase abajo), o se puede utilizar un modelo hidrológico-salino;[26]
- La cantidad anual de agua de lavado (es decir la cantidad extra por encima de la cantidad normal necesario para el crecimiento de los cultivos) requerido para establecer un balance de sales adecuado en el suelo de acuerdo a la tolerancia de los cultivos a la salinidad.

La relación:
{\displaystyle F_{L}=Perc/Irr\,}
donde Perc = cantidad de agua de lavado (percolación), e Irr = cantidad total de agua de riego (irrigación),
se llama fracción de lavado.
El ramo descendiente de la curva de lavado se deja describir con la fórmula de desalinización:
{\displaystyle Ct=Ci+(Co-Ci)e^{-E_{L}\cdot T\cdot Vp/As}}
donde C = concentración de sales, Ct = C en el suelo al tiempo T, Co = C en el suelo al tiempo T=0, Ci = C del agua de riego, EL = eficiencia de lavado, Vp = velocidad media del agua pasando por el perfil del suelo, y As = abastecimiento de agua en el suelo a la capacidad de campo.
Con fines de mantener un balance de sales favorable en el suelo en concordancia con la tolerancia de los cultivos agrícolas, la fracción de lavado mínima debería ser de:
{\displaystyle F_{L}=Ci/Cs\,}
donde Ci = la concentración de sales en el agua de riego, y Cs la concentración admisible del líquido en el suelo a la capacidad de campo conforme a la tolerancia de los cultivos.

## Balance de agua y sales

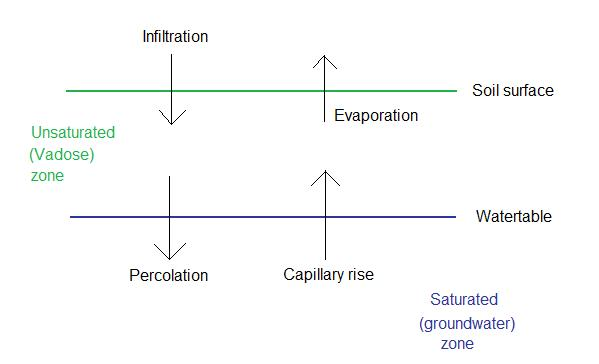
Parámetros del balance de agua en la parte superior del suelo.

La zona no saturada del suelo, entre la superficie y la tabla de agua (capa freática) está sujeta a cuatro factores hidrológicos importantes de recarga y descarga:
- Infiltración (Inf) de agua de lluvia (Lluv) y agua de riego (Irr) que atraviesan la superficie.
- Evapotranspiración (Evap) del líquido en el suelo, bien transpirada por las plantas, bien directamente a la atmósfera.
- Percolación (Perc) del agua yendo por la zona no saturada a la capa freática y más allá al agua subterránea.
- Ascenso capilar (Cap) del agua subterránea a la zona no saturada pasando por succión a través de la capa freática.

En el estado estacionario, entendido como que la cantidad de agua almacenada en la zona no se cambia en el transcurso del tiempo, el balance de agua en la zona no saturada se escribe como:
{\displaystyle Recarga=Descarga\,}
y entonces:
{\displaystyle Lluv+Irr+Cap=Evap+Perc\,}
y el balance de sales es:
{\displaystyle Irr\cdot Ci+Cap\cdot Cc=Perc\cdot Cp+As}
donde: C = la concentración de sales, Ci = C del agua de riego, Cc = C del ascenso capilar, Cp = C de la percolación, y As = aumento del abastecimiento de sales en la zona no saturada.
Se ha asumido que no haya escurrimiento del agua sobre la superficie, que el agua de lluvia no contenga sales, y que la incorporación de sales en las plantas es tan pequeña que esto se puede descuidar.

La concentración Cp se deja escribir como:
{\displaystyle Cp=E_{L}\cdot Cn},
donde EL = la eficiencia de lavado (o sea eficiencia de desalinización), y Cn = la concentración de las sales en el líquido del suelo en la zona no saturada a capacidad de campo.
Asumiendo que el aumento de la cantidad de sales no es deseable (es decir As=0), y que la concentración Cn alcanza el valor deseado (Cd, Cn=Cd), el balance de sales cambia en:
{\displaystyle Perc\cdot E_{L}\cdot Cd=Irr\cdot Ci+Cap\cdot Cc}
Aquí, el término de riego (Irr) se puede reemplazar por:
{\displaystyle Irr=Evap+Perc-Lluv-Cap\,}
y el lavado (Perc) por:
{\displaystyle Perc=Lr\,}
donde Lr es el lavado requerido para cumplir las condiciones mencionadas.
Después de un re-cálculo se obtiene:
{\displaystyle Lr={\frac {(Evap-Lluv)\cdot Ci+Cap\cdot (Cc-Ci)}{E_{L}\cdot Cd-Ci}}}
Con esta ecuación se puede determinar también el requerimiento de riego y el de drenaje subterráneo necesario para cumplir las condiciones puestas.
La concentración permitida Cd depende del límite de tolerancia de las plantas a la salinidad.
El valor del requerimiento de lavado Lr normalmente varía entre 10 a 20%. En suelos con capa freática profunda la eficiencia del riego de campo en la práctica es menos de 70%. En esta situación las pérdidas de más de 30% son ampliamente suficientes para mantener un equilibrio de sales favorable, aunque las pérdidas pueden causar otras problemas como el subido del nivel freático que a su vez genera problemas de drenaje y salinización.
Las condiciones del acuífero en tierras regadas y el flujo subterráneo juegan un papel importante en la salinización del suelo, como se ilustra a continuación:

Ilustración de la influencia de las condiciones del acuífero en la salinización del suelo de tierras regadas
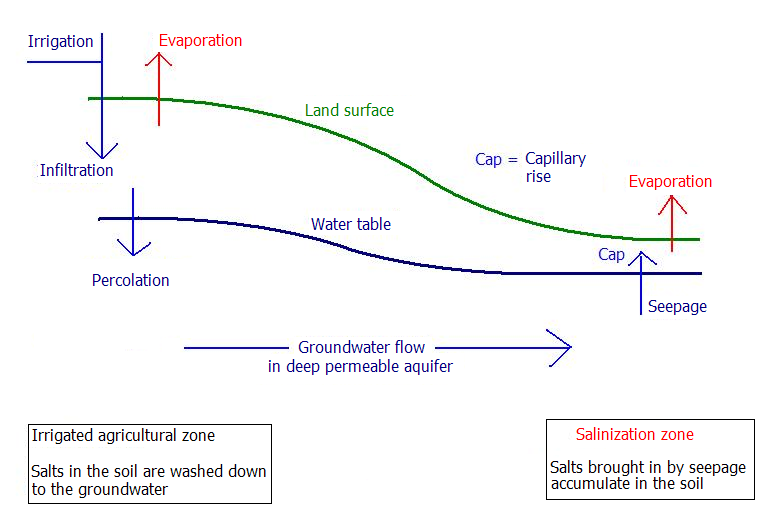
Salinización del suelo en la parte baja del terreno inclinado con acuífero importante.
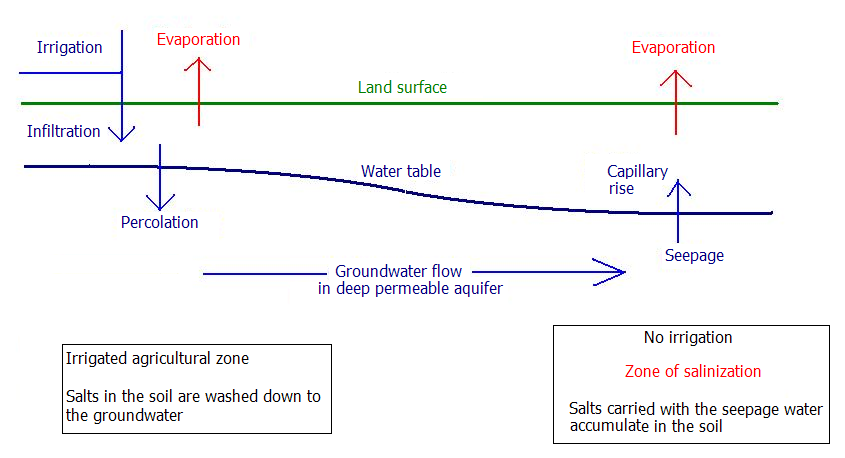
Salinización del suelo en la parte sin riego del terreno plano con acuífero importante.
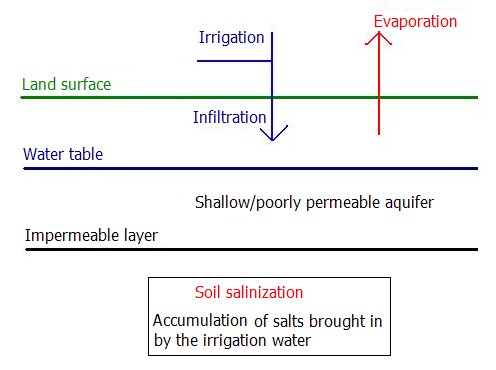
Salinización del suelo en terreno sin acuífero importante y con pobre drenaje subterráneo.
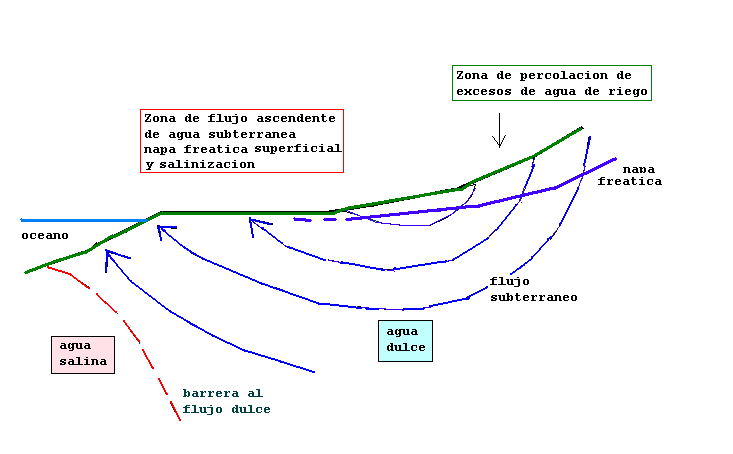
Salinización del suelo en un delta costero con aporte de agua subterránea por el acuífero.

## Control de la salinidad

### Drenaje subterráneo

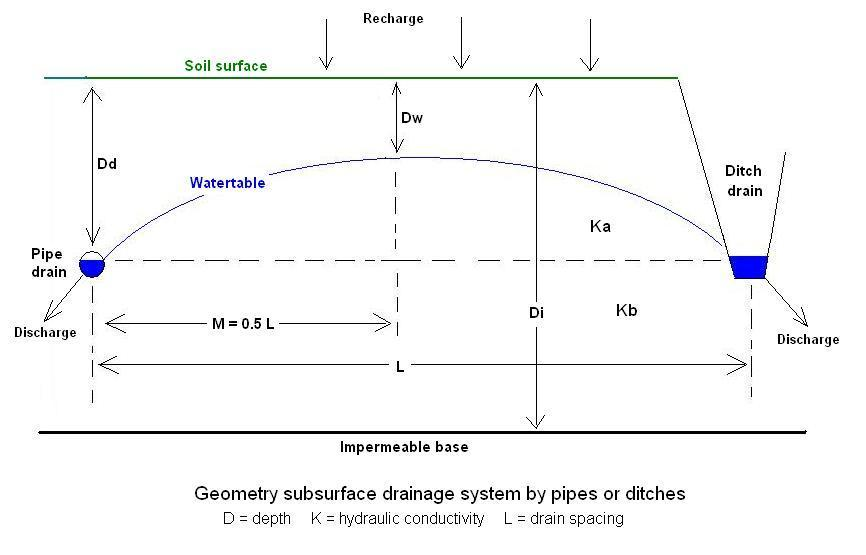
Sección transversal de un sistema de drenaje horizontal.

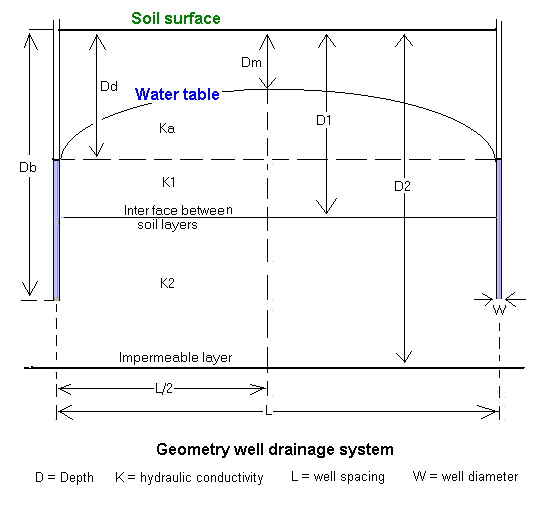
Sección transversal de un sistema de drenaje vertical (con pozos bombeados).

El drenaje subterráneo se efectúa generalmente mediante un sistema de drenaje horizontal (es decir con zanjas o tubos enterrados), pero también son aplicables sistemas verticales (con pozos bombeados).
El sistema de drenaje diseñado para el control de la salinidad del suelo también baja el nivel freático (la tabla de agua). A fin de reducir los costos, el sistema debe diseñarse de manera que la bajada del nivel freático sea lo mínimo posible.

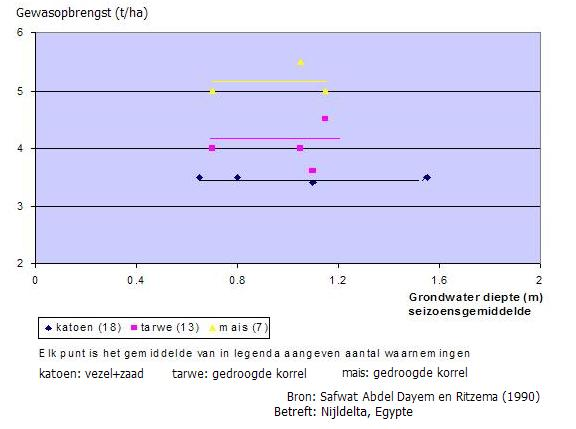
Cosecha y nivel freático, Egipto.

En muchos casos una profundidad promedia estacional del nivel freático por debajo de la superficie del terreno de 0.6 a 0.8 m es suficiente (véase el gráfico de cosechas). Ya que el nivel freático siempre fluctúa, esto implica que la tabla de agua a veces alcanza la superficie del terreno después de una lluvia o una aplicación de riego grande, pero también que la tabla de agua se profundiza a más de 1 m. La fluctuación ayuda la respiración del suelo expulsando al subir el dióxido de carbono (CO2) producido por las raíces y jalando al bajar el oxígeno (O2) fresco necesario.
El mantener de la profundidad mínimo de la tabla de agua ofrece la ventaja de que entregas de agua de riego demasiado grandes serán desalentados porque la cosecha se reduciría a un nivel elevado de la tabla de agua. Así el agua de riego se ahorra promoviendo el uso más efectivo.
La tesis planteada arriba es muy general ya que en algunos casos se necesitan niveles freáticos todavía menos profundos, por ejemplo en el cultivo de arroz en arrozales inundados, mientras que en otras instancias se requieren niveles más profundos como para árboles frutales y para caña de azúcar en su período de maduración. La determinación de la profundidad más apropiada es sujeto de «criterios de drenaje».

### Cultivo por fajas

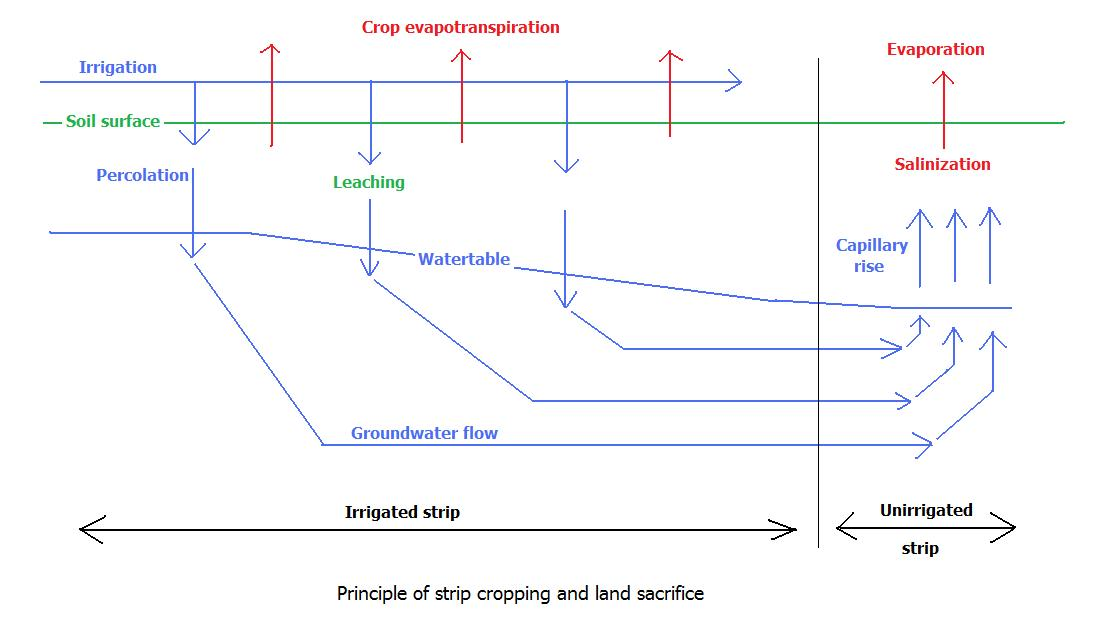
Principios hídricos de cultivo por fajas para controlar el nivel freático y la salinidad de suelo en las fajas regadas y cultivadas por medio de fajas sin riego.

En áreas regadas con escasa disponibilidad de agua y con problemas de drenaje y salinidad a veces se practica el cultivo por fajas en que se introducen fajas cultivadas alteradas con fajas en barbecho permanente (fajas de sacrificio). Por el aporte de agua, el nivel del agua subterránea en las fajas regadas es más elevado que en las fajas sacrificadas, lo que origina un flujo de agua subterránea hacia las fajas no regadas. Este flujo subterráneo funciona como un drenaje subterráneo de las fajas regadas en las cuales el freático así está controlado a un nivel aceptable, el lavado del suelo es factible, y la salinidad de suelo se puede mantener a un nivel lo suficiente bajo.
En las fajas no regadas, el suelo es seco y por succión capilar el agua subterránea asciende y evapora, dejando en la tierra las sales que eran disueltos en el agua. Como consecuencia, las fajas de sacrificio se salinizan. Sin embargo, las fajas no regadas pueden tener una cierta utilidad para el ganado agraria, sembrando gramíneas y hierbas comestibles que tienen resistencia a la salinidad. Además se pueden plantar árboles útiles que son resistentes a la salinidad (por ejemplo la Casuarina, el Eucalyptus, o Atriplex) tomando en cuenta que la salinidad del subsuelo mojado no es tan grande como la del suelo superficial. En estas formas también se controla la erosión del suelo por vientos. Las fajas de barbecho también pueden sirven para la cosecha de sal.

## Modelos matemáticos

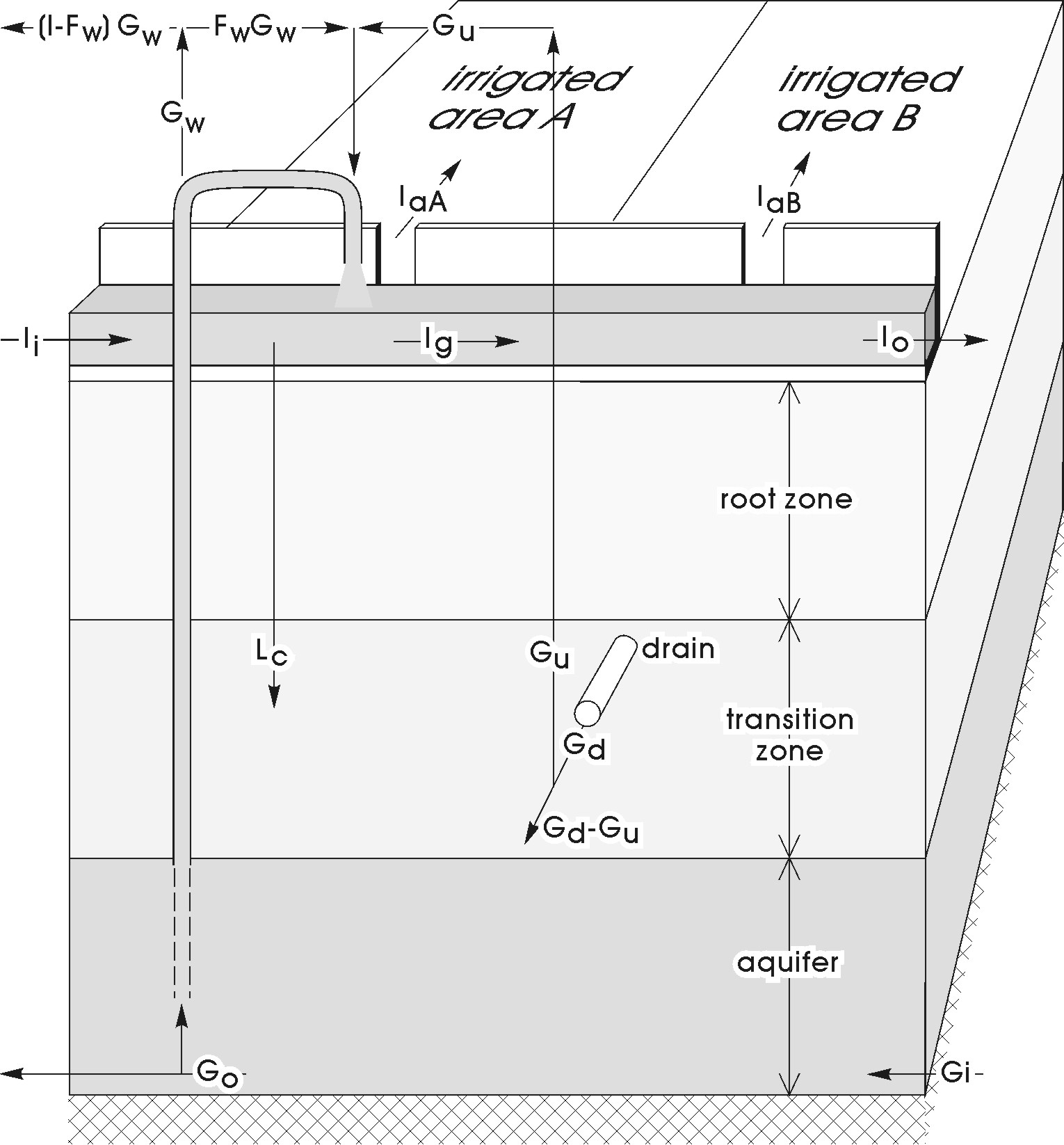
Algunos de los parámetros usados en el modelo SaltMod.

La mayoría de los modelos matemáticos y software disponible para el agua del suelo y las materias disueltas en ello (por ejemplo SWAP, DrainMod-S, y UnSatChem) están basados en la ecuación diferencial de Richards para el flujo en el suelo no saturado en combinación con una ecuación diferencial de la dispersión

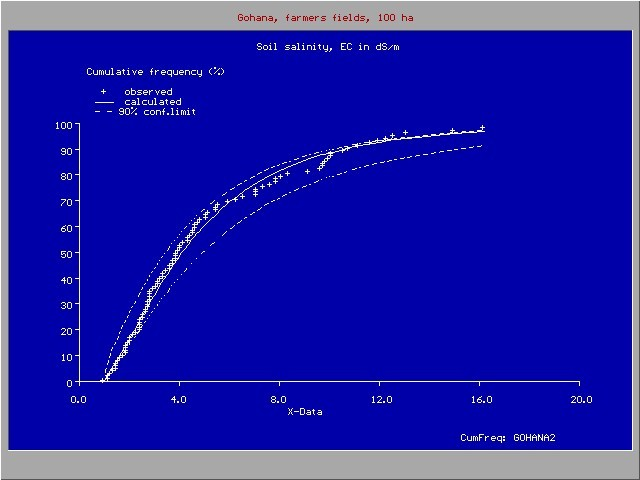
Distribución acumulada de la salinidad del suelo en un área de 100 ha.
El gráfico ha sido preparado con el programa CumFreq para la distribución de la frecuencia cumulativa

Los modelos necesitan datos de ingreso de las características del suelo como la relación entre el contenido de líquido en suelo no saturado, la succión capilar, la permeabilidad y la dispersividad. Estas relaciones tienen una grande variación de un lugar al otro y no son fáciles de medir. Los modelos utilizan intervalos de tiempo muy pequeños y requieren por lo menos valores diarios de los variables que dependen del tiempo y de los factores hidrológicos. Todo esto conduce a la condición de que la aplicación a la escala de un proyecto de riego es una actividad de un equipo de especialistas con amplias facilidades.
Modelos de hidro-salinidad más simples como SaltMod, que utilizan datos estacionales en vez de diarios y que disponen de una función empírica del ascenso capilar, también están disponibles y tienen utilidad para las predicciones a largo plazo que dependen del manejo de agua como el riego y el drenaje. Variando el manejo, el modelo permite simular los subsequentes efectos y apreciar el manejo óptimo.
SaltMod toma en cuenta la variación espacial al azar de la salinidad (véase el gráfico).
La variación espacial a causa de diferencias en elevación topográfica se puede calcular con modelos de hidro-salinidad combinados con un modelo de flujo subterráneo en el acuífero, por ejemplo SahysMod.